# Gabriel Machado
Gabriel Machado (n. 2 septembrie 1989) este un jucător de fotbal brazilian care evoluează la clubul FC Glattbrugg.